# Моардеш
Моардеш (рум. Moardăș) — село у повіті Сібіу в Румунії. Входить до складу комуни Міхейлень.
Село розташоване на відстані 221 км на північний захід від Бухареста, 29 км на північний схід від Сібіу, 103 км на південний схід від Клуж-Напоки, 104 км на захід від Брашова.

## Населення
За даними перепису населення 2002 року у селі проживали 195 осіб. Усі жителі села рідною мовою назвали румунську.
Національний склад населення села:
| Національність | Кількість осіб | Відсоток |
| -------------- | -------------- | -------- |
| румуни         | 148            | 75,9%    |
| цигани         | 45             | 23,1%    |